# Harmonia (muzyka)
Harmonia (gr. harmonia = współdziałanie, porządek, ład) – w teorii muzyki jeden z elementów budowy wielogłosowego dzieła muzycznego określający relacje występujące między brzmiącymi jednocześnie dźwiękami (współbrzmieniami i akordami), ich budowę, klasyfikację, funkcje i zasady następowania po sobie. Pojmowanie harmonii muzycznej, jej definiowanie i stosowanie są ściśle związane z historycznym rozwojem systemów dźwiękowych i budową akordów. Termin „harmonia” bywa utożsamiany z terminem „harmonika”.

## Historia
Pierwsze w historii teorii muzyki przejawy świadomego analizowania relacji między brzmiącymi jednocześnie dźwiękami miały miejsce w starożytności. Przypisywane są Pitagorasowi, który eksperymentując na monochordzie zdefiniował trzy współbrzmienia doskonałe oparte na interwałach oktawy, kwinty i kwarty.
W rozwoju teorii harmonii muzycznej wyróżnia się dwa etapy: średniowiecze (kiedy teoretycy nigdy nie uznali pełnej konsonansowości tercji i seksty) i okres od renesansu do współczesności. Głównymi kryteriami takiego podziału są dominujące w danym okresie czynniki harmoniczne i systemy dźwiękowe. Teoria rozwijała się z opóźnieniem w stosunku do praktyki kompozytorskiej – ich periodyzacje nie pokrywają się. W praktykce kompozytorskiej harmonię analizuje się pod kątem harmoniki, czyli całokształtu zagadnień z nią związanych.

### Średniowiecze
(na podstawie źródeł)
- Dominujący czynnik harmoniczny: współbrzmienie.
- Główny system dźwiękowy: system pitagorejski.
- Rodzaj harmoniki: modalna.
- Teoretycy i opracowania: Musica enchiriadis, Scholia enchiriadis(inne języki), Johannes de Garlandia(inne języki) (De musica mensurabilis positio(inne języki)), Hieronymus de Moravia(inne języki) (Tractatus de Musica), Walter Odington (De speculatione musices(inne języki)), Philippe de Vitry (Ars perfecta), Johannes de Muris (Ars contrapuncti), Paola da Firenza (Ars ad adiscendum contrapunctum), Johannes Ciconia (Nova Musica i De proportionibus), Marchettus z Padwy, Johannes de Grocheo.

### Renesans
(na podstawie źródeł)
- Dominujący czynnik harmoniczny: akord (głównie trójdźwięk).
- Główny system dźwiękowy: system harmoniczny.
- Rodzaj harmoniki: modalna.
- Teoretycy i opracowania: Guilielmus Monachus(inne języki) (De preceptis artis musicae), Bartolomé Ramos de Pareja(inne języki) (De musica practica), Gioseffo Zarlino (Instituzioni harmoniche), Francisco de Salinas (De musica libri septem), Henricus Glareanus (Dodekachordon(inne języki)), Charles Masson(inne języki) (Nouveau traité des règles pour la composition), Johannes Lippius(inne języki).

### Barok
(na podstawie źródeł)
- Dominujący czynnik harmoniczny: akord (głównie trójdźwięk).
- Główny system dźwiękowy: na początku system harmoniczny, pod koniec system równomiernie temperowany.
- Rodzaj harmoniki: funkcyjna.
- Teoretycy i opracowania: Marin Mersenne, Giovanni Battista Doni, Andreas Werckmeister, Gottfried Keller(inne języki), Sébastien de Brossard, Johann Mattheson, Jean-Philippe Rameau (Traité de l'harmonie(inne języki)).

### Romantyzm
(na podstawie źródeł)
- Dominujący czynnik harmoniczny: akord.
- Główny system dźwiękowy: system równomiernie temperowany.
- Rodzaj harmoniki: funkcyjna.
- Teoretycy i opracowania: François Fétis (Traité complet de la théorie et de la pratique de l'harmonie), Moritz Hauptmann (Die Natur der Harmonik und der Metrik), Hermann von Helmholtz (Die Lehre von den Tonempfindungen).

### Od końca XIX wieku
(na podstawie źródeł)
- Dominujący czynnik harmoniczny: akord.
- Główny system dźwiękowy: system równomiernie temperowany.
- Rodzaj harmoniki: funkcyjna, sonorystyczna.
- Teoretycy i opracowania: Carl Stumpf (Tonpsychologie), Simon Sechter (Die Grundsätze der musikalischen Komposition), Arthur von Oettingen(inne języki) (Harmoniesystem in dualer Entwicklung), Hugo Riemann (Skizze einer neuen Methode der Harmonielehre), Hermann Erpf (Studien zur Harmonie- und Klangtechnik der neueren Musik), Rudolf Louis i Ludwig Thuille (Harmonielehre), Kazimierz Sikorski (Harmonia), Georg Capellen(inne języki) (Fortschrittliche Harmonie- und Melodielehre), Paul Hindemith (Unterweisung im Tonsatz(inne języki)), Josef Achtélik(inne języki) (Der Naturklang ais Wurzel aller Harmonien), Edmond Costère(inne języki) (Lois et styles des harmonies musicales), Alois Hába (Neue Harmonielehre), Olivier Messiaen (Technique de mon langage musical), Herbert Eimert (Atonale Musiklehre), Robert Siohan(inne języki) (Horizons sonores).